# La Wantzenau
La Wantzenau (elsässisch Wonzenöü, deutsch Wanzenau) ist eine französische Gemeinde mit 5894 Einwohnern (Stand 1. Januar 2021) im Département Bas-Rhin in der Region Grand Est (bis 2015 Elsass).

## Geografie

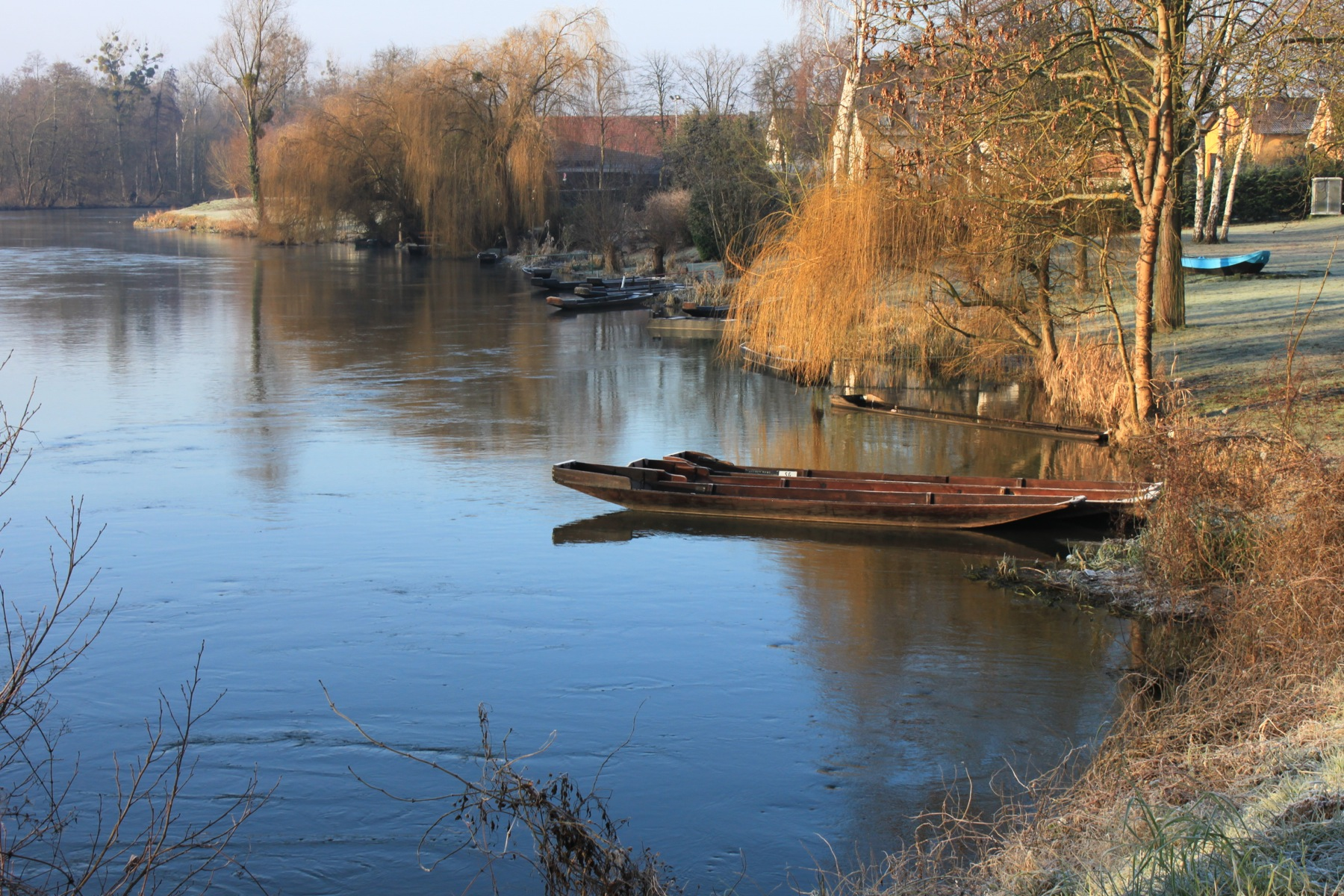
Illufer bei La Wantzenau

Die Gemeinde befindet sich rund zehn Kilometer nördlich von Straßburg im Petit Ried. Sie wird von der Eisenbahnlinie Straßburg–Lauterbourg durchquert. Im Osten grenzt sie an den Rhein und befindet sich somit im Grenzgebiet zu Deutschland. Die Ill durchfließt La Wantzenau mit seinen zahlreichen Fachwerkhäusern und mündete bis in die 1970er-Jahre (bis zur Errichtung der Staustufe Gambsheim) unweit gegenüber von Diersheim in den Rhein. Auf der Gemarkung von La Wantzenau befinden sich großflächige naturnahe Erholungsgebiete. Riedlandschaften wechseln sich mit Auwäldern ab. Insbesondere an Wochenenden zieht es viele Straßburger in diesen Nachbarort, wodurch sich die hohe Dichte an Gasthäusern erklären lässt.
Angrenzende französische Gemeinden sind Hœrdt, Kilstett, Gambsheim, Reichstett, Vendenheim und Straßburg.

## Toponymie
Einer spekulativen Theorie zufolge soll die ursprüngliche Bedeutung des Namens Wantzenau Au des Wendelin gewesen sein. Wendelin ist ein Heiliger der katholischen Kirche, dem in Hochfelden eine Wallfahrtskapelle geweiht ist. Der Name soll sich angeblich durch eine Ähnlichkeit (Paronymie) zwischen dem deutschen Wort Wanze und dem Namen Wendelin entwickelt haben.

## Bevölkerungsentwicklung
| Jahr      | 1962 | 1968 | 1975 | 1982 | 1990 | 1999 | 2007 | 2018 |
| Einwohner | 3016 | 3726 | 4216 | 4084 | 4394 | 5462 | 5859 | 5838 |

## Wirtschaft
1882 wurde hier die erste Raiffeisenbank im heutigen Frankreich (heute Crédit Mutuel) gegründet.

## Sehenswürdigkeiten

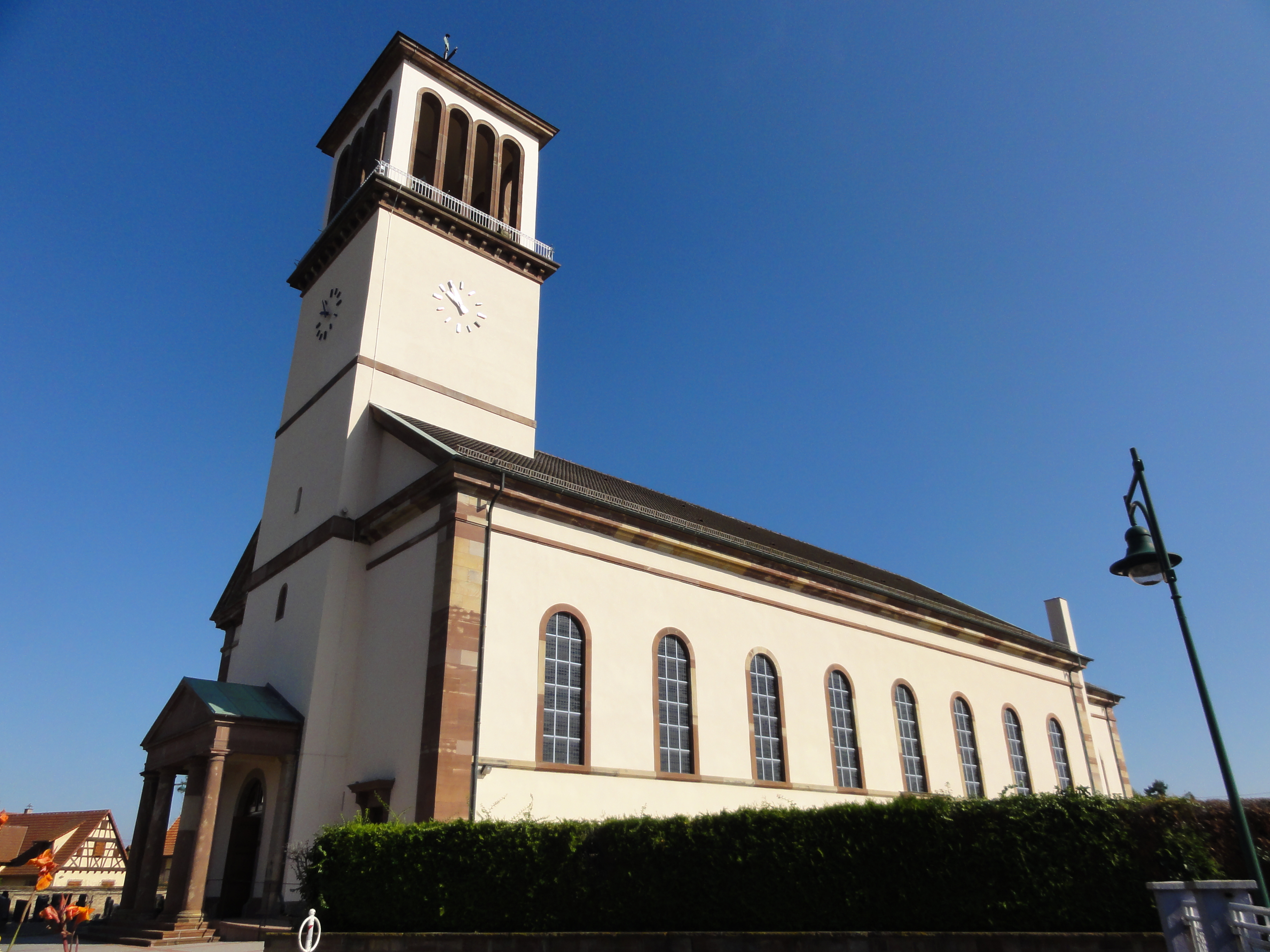
Kirche St. Wendelin

La Wantzenaus mittelalterliche Geschichte ist eng mit der des heute deutschen Nachbarortes Honau verbunden. Iroschottische Mönche gründeten im Rahmen der alemannischen Christianisierung das Kloster Honau auf der Hohen Au, damals eine Rheininsel, und errichteten in der Nachbarschaft Kapellen, beispielsweise im 13. Jahrhundert in Diersheim und Mitte des 15. Jahrhunderts auch in Wanzenau. Um das Jahr 1469 wird Wanzenau eigenständige Pfarrei. Die Kirche, einst wie die Honauer Klosterkirche St. Michael geweiht, trägt seit dem 18. Jahrhundert den Namen des Heiligen Wendelin. Das heutige Kirchengebäude stammt aus dem 19. Jahrhundert.
Im Gewerbegebiet befindet sich das 2017 eröffnete Militärmuseum MM Park France.

## Gemeindepartnerschaften
Partnergemeinde La Wantzenaus ist die Gemeinde Saint-Yrieix-la-Perche in der Region Limousin, heute Nouvelle-Aquitaine, Ort der Evakuierung der Bewohner La Wantzenaus 1939 bis 1940.

## Persönlichkeiten
- Heinz Autenrieth (1906–1984), Jurist, von 1960 bis 1966 Präsident der Synode der Evangelischen Landeskirche in Württemberg
- Max Pfannenstiel (1902–1976), Geologe, Paläontologe und Bibliothekar. Professor an der Universität Freiburg